# Philip Reeve
Philip Reeve (Brighton, Egyesült Királyság, 1966. február 28. –) brit regényíró és illusztrátor. Művei elsősorban ifjúsági és gyermekkönyvek, amelyek többsége részletesen kidolgozott univerzumokban játszódik és nagy ívű sorozatokat képez. Legismertebb munkája a 2001-ben indított, steampunk és sci-fi elemeket vegyítő Mortal Engines (Ragadozó városok) regénysorozat, valamint a 2015 és 2018 között készült Railhead sci-fi trilógia. A Ragadozó városok alapján Peter Jackson 2017-ben készített azonos címmel kalandfilmet, és tervezik a Railhead megfilmesítését is. Munkáit már rangos irodalmi díjakkal, így a Nestlé Smarties Book Prize (2002), a Guardian Award (2006), a Los Angeles Times Book Prize (2007) és a Carnegie Medal (2008) díjjal is elismerték.

## Korai évei és tanulmányai
Philip Reeve az Anglia déli partján fekvő Brightonban (Sussex megye) született és nevelkedett. Már kisgyermek korában vonzotta az írás, a rajzolás, és a mesék világa: legelső történetét ötévesen írta egy űrhajósról és annak kutyájáról. A meseillusztrálás, a történelem és a színjátszás iránti korai érdeklődése később is töretlenül megmaradt. Az általános és a középiskola elvégzése után a cambridge-i Anglia Ruskin University egyetemen kezdte meg, majd a University of Brighton egyetemen folytatta és fejezte be képzőművészeti (grafikai) tanulmányait.

## Művészi és irodalmi munkássága
Diplomája megszerzését követően Reeve több évig egy brightoni könyvesboltban dolgozott, majd szabadúszó könyvillusztrátorként vállalt munkát; ismeretterjesztő gyermekkönyveket tervezett, és több mint negyven könyvhöz készített illusztrációkat. Munkája mellett, szabadidejében amatőr játékfilmek és vígjátékok készítésébe kapcsolódott be; társszerzőként egy komédia-musicalt (Ministry of Biscuits) is jegyez.

#### Ragadozó városok
Reeve munkájával és szabadidős művészi tevékenységével párhuzamosan, az ezredforduló táján kezdett bele első ifjúsági regényébe, amely 2001-ben jelent meg Mortal Engines (Ragadozó városok) címmel. A steampunk és sci-fi elemekkel tűzdelt posztapokaliptikus fantasy történetben a városok önálló, önellátó, mozgó, az erőforrásokért egymás ellen harcoló entitások, szövevényes társadalmakkal, érdekekkel, viszonyokkal és kalandokkal. A később folytatásokkal (Predator's Gold, Infernal Devices, A Darkling Plain, Night Flights), illetve előzménytrilógiával (Fever Crumb, A Web of Air, Scrivener’s Moon) nyolckötetesre bővített regényfolyam meghozta szerzője számára a széles körű ismertséget és elismerést.
A sorozatot Reeve 2018-ban az alaptörténethez kapcsolódó novellákat tartalmazó mini-antológiával (Night Flights), illetve a regények univerzumát bemutató illusztrált kötettel (The Illustrated World of Mortal Engines) is kiegészítette. Az Egyesült Államokban a regénysorozat The Hungry City Chronicles címmel jelent meg.
Filmváltozat: a regénysorozat alapján 2017-ben készült el Peter Jackson produkciójában és forgatókönyvével, Christian Rivers rendezésében, Hugo Weaving, Hera Hilmar és Robert Sheehan főszereplésével a Ragadozó városok (Mortal Engines) című kalandfilm. A filmet a Universal Pictures forgalmazásában, az Egyesült Államokban 2018. december 14-én, Európában 2018. december 27-én mutatták be.

#### Larklight-sorozat
Reeve második, szintén steampunk ifjúsági sorozatának címadó kötete, a Larklight 2006-ban jelent meg, amelyet 2007-ben és 2009-ben követtek folytatásai, a Starcross és a Mothstorm című regények. A trilógia egy alternatív viktoriánus korban játszódik, amelyben a 19. századi Brit Birodalom a világon egyedülállóan már űrhajózási technológiával, és ebből eredően jelentős nemzetközi erőfölénnyel rendelkezik, amit ellenfelei, a lázadó gyarmati Egyesült Államok és Franciaország igyekeznek megtörni.

#### Gyermekkönyv-sorozatok
Az ifjúsági művek mellett Reeve a kisebb olvasók számára több könyvsorozatot is írt. A 2000-es évek első felében készült négykötetes Buster Bayliss-történetekben a sorozat címszereplőjének, a kisiskolás Buster Baylissnek kell megakadályoznia a világuralomra törő különféle gonosztevők terveit. A 2010-es évek elején írt Goblins-trilógiában Reeve a J. R. R. Tolkien regényeiből ismerős világba, humoros és izgalmas manókalandok közé kalauzolja az olvasót.

#### Képesregények / Káprázatos kalandok
Reeve a szintén író-illusztrátor Sarah McIntyre közreműködésével 2013-tól kezdte írni a „middle grade” (kb. 7–13 éves) korosztálynak szóló, humoros képesregényeit, amelyek az Egyesült Királyságban Reeve–McIntyre Productions, az Egyesült Államokban Not-So-Impossible Tales, Magyarországon Káprázatos kalandok sorozatcímmel jelennek meg. Az olvasás megszerettetését célul kitűző kötetekben a szöveg és rajzok szorosan összekapcsolódnak, egymásba fonódnak.
A történetek önállóak, de a későbbi kötetek képben és szövegben többször is visszautalnak a korábbiakra. A főhősök, az olvasói célcsoport korosztályába tartozó gyermekszereplők utazásokban, fordulatokban, izgalmakban bővelkedő kalandokba keverednek, amelyekben barátokkal összefogva kell megoldást találniuk, illetve a fizikai és lelki kihívásokkal megküzdeniük. A kötetek így a kalandélmény mellett rendszerint morális tanulságot is nyújtanak. A sorozat négy kötetből áll, amelyek (Olivér és a tengerkócok, Astra és aZűrsütik, Sen és a száguldó szán, Luccka és a Móka Hold) már magyar kiadásban is megjelentek.
A Káprázatos Kalandok nemzetközi sikerén felbuzdulva a szerzőpáros 2018-ban újabb könyvsorozat írásába fogott, amely ezúttal a 6-9 éves gyermekeknek készül. A pufók, kekszkedvelő repülő póni, Kevin kalandjait feldolgozó sorozat első kötete (Roly-Poly Flying Pony: The Legend of Kevin) 2018. szeptemberében jelent meg az Egyesült Királyságban.

#### Railhead-univerzum
Reeve 2015-ben kezdett bele a minden korábbinál összetettebb és hatalmasabb univerzumban játszódó új ifjúsági sci-fi / cyberpunk trilógiájába. A Galaxist átszövő csillagközi vasúthálózat, a bolygórendszerekre kiterjedő birodalmi cselszövések, az emberek, androidok és mesterséges intelligenciák összefonódó sorsai és kalandjai közé vezető sorozat első kötete (Railhead) 2015-ben jelent meg, ezt 2016-ban követte a második (Black Light Express), illetve 2018-ban a harmadik (Station Zero) rész.
Filmváltozat: a Railhead megfilmesítésének tervéről 2015-ben érkeztek az első hírek. A jogokat a Warner Bros. szerezte meg, a film jelenleg (2018. augusztus 31.) fejlesztés alatt áll.

#### Egyedi munkák
A sorozatok mellett Reeve az ezredforduló és a 2010-es évek közepe között több önálló művet is írt. Ezek közül kiemelkedő az Artúr király mondakört sajátosan, visszafelé értelmezve feldolgozó, fiktív-alternatív ifjúsági történelmi regénye, a Here Lies Arthur, amellyel 2008-ban elnyerte a Carnegie Medal díjat.

## Magánélete
Philip Reeve feleségével, Sarah Reeve-vel 1998-ban Brightonból Devon megyébe költözött, és jelenleg a Dartmoor Nemzeti Park területén laknak családi házukban. Fiuk, Sam 2002-ben született.

## Művei

### Ifjúsági regények (sorozatok)
Ragadozó városok sorozat
- Mortal Engines (2001) / Ragadozó városok ISBN 963-9715-00-X Animus, 2006; fordította: Acsai Roland
- Predator's Gold (2003) / A ragadozó aranya ISBN 9789632666372, 2019; fordította: Acsai Roland
- Infernal Devices (2005) / Pokoli gépezetek ISBN 9789632666815, 2020; fordította: Acsai Roland
- A Darkling Plain (2006) / Setét puszta 2020; fordította: Acsai Roland
- Night Flights (2018), illusztrálta: Ian McQue
- The Illustrated World of Mortal Engines (2018), társszerző: Jeremy Levett

ELŐZMÉNYTRILÓGIA:
- Fever Crumb (2009)
- A Web of Air (2010)
- Scrivener's Moon (2011)

Larklight trilógia (David Wyatt illusztrációival)
- Larklight (2006)
- Starcross (2007)
- Mothstorm (2008)

Railhead trilógia (Ian McQue illusztrációival)
- Railhead (2015) / Csillagvonatok ISBN 9789634153603 Móra, 2018, fordította: Ajkay Örkény
- Black Light Express (2016)
- Station Zero (2018)

### Gyermekkönyvek (sorozatok)
Buster Bayliss sorozat
- Night of the Living Veg (2002)
- The Big Freeze (2002)
- Day of the Hamster (2002)
- Custardfinger! (2003)

Goblins sorozat (Dave Sample illusztrációival)
- Goblins (2012)
- Goblins vs Dwarves (2013)
- Goblin Quest (2014)

Káprázatos kalandok sorozat (Sarah McIntyre illusztrációival)
- Oliver and the Seawigs (2013) / Olivér és a tengerkócok, ISBN 9789634150176, Móra, 2015; fordította: Ajkay Örkény
- Cakes in Space (2014) / Astra és az űrsütik, ISBN 9789634153962, Móra, 2016; fordította: Ajkay Örkény
- Pugs of the Frozen North (2015) / Sen és a száguldó szán, ISBN 9789634155584, Móra, 2016; fordította: Ajkay Örkény
- Jinks & O'Hare Funfair Repair / Luccka és a Móka Hold, ISBN 9789634158721, Móra, 2017; fordította: Kleinheincz Csilla

Roly-Poly Flying Pony sorozat (Sarah McIntyre illusztrációival)
- Roly-Poly Flying Pony: The Legend of Kevin (2018)
- Roly-Poly Flying Pony: Kevin's Great Escape (2019)
- Roly-Poly Flying Pony: Kevin and the Biscuit Bandit (2020)
- Roly-Poly Flying Pony: Kevin vs the Unicorns (2021)

Adventuremice sorozat (2022) (Sarah McIntyre illusztrációival)
Utterly Dark sorozat (Paddy Donnelly illusztrációival)
- Utterly Dark and the Face of the Deep (2021)
- Utterly Dark and the Heart of the Wild (2022)

### Önálló művek
- Isaac Newton and His Apple (1999)
- Horatio Nelson and His Victory (2003)
- Here Lies Arthur (2007)
- No Such Thing As Dragons (2009)

### Novelláskötetek
- Doctor Who: The Roots of Evil (2013)
- The Exeter Riddles (2013)

## Magyarul
- Ragadozó városok; ford. Acsai Roland; Animus, Bp., 2006
- Olivér és a tengerkócok; ford. Ajkay Örkény; Móra, Bp., 2015
- Sen és a száguldó szán; ford. Ajkay Örkény; Móra, Bp., 2016
- Philip Reeve–Sarah McIntyre: Astra és az űrsütik; ford. Ajkay Örkény; Móra, Bp., 2016
- Philip Reeve–Sarah McIntyre: Luccka és a Móka Hold; ford. Kleinheincz Csilla; Móra, Bp., 2017
- Csillagvonatok Railhead I.; ford. Ajkay Örkény; Móra, Bp., 2018
- Ragadozó városok. Vannak örök sebek. A Ragadozó városok krónikája sorozat első kötete; ford. Acsai Roland; Cartaphilus, Bp., 2019
- A ragadozó aranya. A hajsza folytatódik. A Ragadozó városok krónikája második kötete; ford. Acsai Roland; Cartaphilus, Bp., 2019
- Pokoli gépezetek. Egy lépésre a világvége. A Ragadozó városok krónikája sorozat harmadik kötete; ford. Acsai Roland; Cartaphilus, Bp., 2020 ISBN 9789632666815
- Setét puszta. A legvégső háború. A Ragadozó városok krónikája sorozat negyedik kötete; ford. Acsai Roland; Cartaphilus, Bp., 2020